# Ziernektarvogel
Der Ziernektarvogel oder Gelbbauch-Nektarvogel (Cinnyris venustus (ehem. Nectarinia venusta)) ist ein Singvogel aus der Gattung Cinnyris in der Familie der Nektarvögel (Nectariniidae).

## Verbreitung und Lebensraum
Er ist verbreitet in Äquatorial-Afrika, südlich der Sahara und lebt vorzugsweise in offenen Waldgebieten, aber auch als Kulturfolger. 

## Merkmale
Adulte Männchen haben einen metallisch-grün glänzenden Kopf, Nacken und Hals, ein braunes und violett schimmerndes Brustband und eine gelbe Bauchseite bis zum Steiß. Das Weibchen hat dagegen eine graubraune Oberseite und eine beige bis leicht gelbliche Unterseite. Auffallend ist der sehr schmale und leicht nach unten gebogene Schnabel mit einer röhrenförmigen Zunge, eine Anpassung an die Aufnahme der Nektarnahrung. Seine Körpergröße beträgt etwa 10 cm bei einem Gewicht von 8 bis 11 g.
Cinnyris venustus kommt in 5 Unterarten vor.

## Ruf
Der Ruf ist ein klares tew-tew-tew-tew-tew.

## Status
Die International Union for Conservation of Nature (IUCN, „Weltnaturschutzunion“) stuft die Art aufgrund ihres großen Verbreitungsgebiets als nicht gefährdet ein und den Populationstrend als stabil.